# نوريهيسا شيميزو
نوريهيسا شيميزو (باليابانية: 清水 範久) (مواليد 4 أكتوبر 1976)، هو لاعب كرة قدم ياباني سابق كان يلعب كلاعب وسط.

## وصلات خارجية
- نوريهيسا شيميزو على موقع رابطة كرة القدم اليابانية للمحترفين (اليابانية)
- نوريهيسا شيميزو على موقع قاعدة بيانات كرة القدم.إي يو (الإنجليزية)
- نوريهيسا شيميزو على موقع Soccerway.com (الإنجليزية)
- نوريهيسا شيميزو على موقع عالم كرة القدم.نت (الإنجليزية)
- نوريهيسا شيميزو على موقع كووورة